# Szwadron śmierci
Szwadron śmierci – grupa paramilitarna, zazwyczaj złożona z żołnierzy, policjantów lub agentów służb specjalnych oraz zwerbowanych kryminalistów zajmująca się zabijaniem ludzi na zlecenie rządu lub instytucji państwowych. Od grup przestępczych i terrorystycznych różni się tym, iż działa najczęściej za cichym przyzwoleniem lub nawet z pomocą kraju, na którego terenie wykonuje swoje zadania.
Szwadrony śmierci najbardziej rozpowszechniły się w Ameryce Łacińskiej służąc do zwalczania wszelkiej opozycji politycznej w tym także partyzantki. Jednak najczęściej ofiarami tych grup paramilitarnych padali ludzie niewygodni dla rządzących lub prowadzący aktywną krytykę władz jak dziennikarze, intelektualiści, studenci, księża, działacze społeczni, związkowcy i obrońcy praw człowieka. W Salwadorze w ciągu kilku lat szwadrony śmierci zabiły kilka tysięcy ludzi (rzeczywistych lub domniemanych lewicowców). Ich ofiarą padł także arcybiskup Oscar Romero.
W Europie szwadrony śmierci powstały w Hiszpanii za czasów dyktatury Francisco Franco do walki z lewicową partyzantką i baskijskimi separatystami w tym członkami ETA. Grupy te nosiły różne nazwy, występując jako „Hiszpański Batalion Baskijski” albo „Bojownicy Chrystusa Króla” lub „Apostolski Sojusz Antykomunistyczny”. Po objęciu władzy w Hiszpanii przez socjalistów powstała nowa formacja pod nazwą Grupos Antiterroristas de Liberación. Obecnie grupy o takim charakterze w nieco zmienionej formie działają wciąż w Kolumbii, Meksyku, Brazylii, Gwatemali, na Filipinach, na Haiti i wielu krajach Afryki i Azji.